# Andrea Bodó
Andrea Mária Bodó, po mężu koljno: Molnár, Schmid i Shapiro (ur. 4 sierpnia 1934 w Budapeszcie, zm. 21 września 2022 w Novato) – węgierska gimnastyczka. Wielokrotna medalistka olimpijska.
Brała udział w dwóch igrzyskach (IO 52, IO 56), na obu zdobywała medale – łącznie cztery. Po wszystkie medale sięgała w rywalizacji drużynowej, największy sukces osiągając na igrzyskach w 1956, kiedy Węgierki wygrały w ćwiczeniach drużynowych z przyborem. Startowała w barwach m.in. Honvédu, ma w dorobku tytuły mistrzyni kraju. Po igrzyskach w Australii pozostała na Zachodzie i w związku z wydarzeniami węgierskiego powstania poprosiła o azyl polityczny. Zamieszkała w Stanach Zjednoczonych.